# Trends in International Mathematics and Science Study

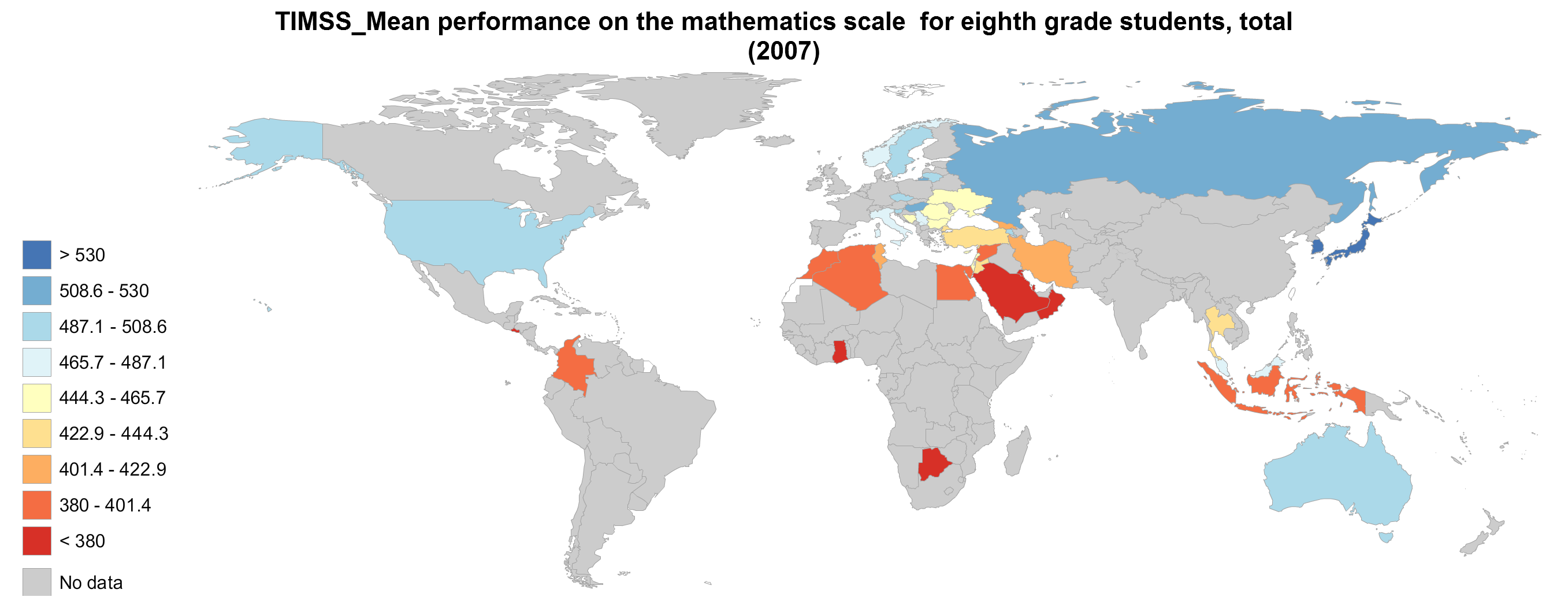
Середні оцінки з математики за методикою TIMSS учнів 8-го класу в 2007

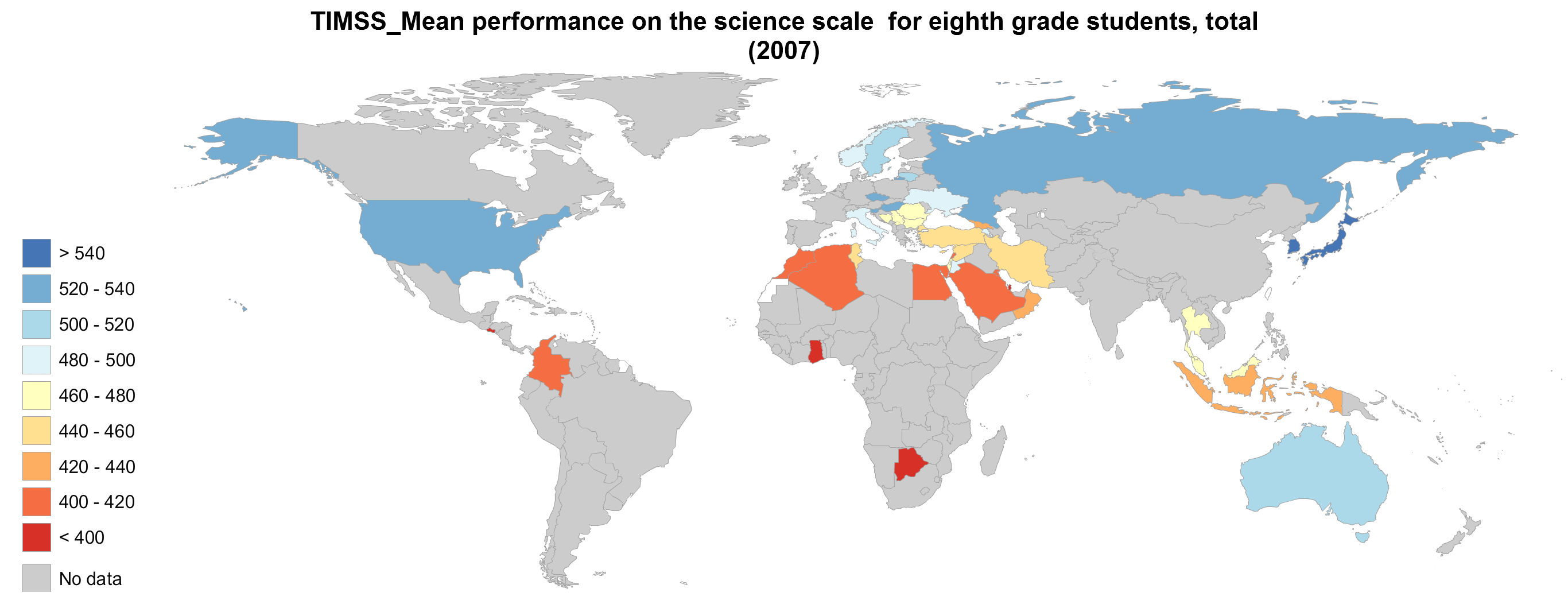
Середні оцінки з наук за методикою TIMSS учнів 8-го класу в 2007

Trends in International Mathematics and Science Study (TIMSS) — міжнародне порівняльне дослідженні якості природничо-математичної освіти учнів 4-х та 8-х класів.
Участь у дослідженні дає можливість:
- виміряти рівень навченості учнів 4-х та 8-х класів з математики та природничих дисциплін;
- порівняти його з результатами однолітків з інших країн;
- виявити проблемні питання у природничо-математичній освіті;
- визначити нові завдання, розв'язання яких сприятиме удосконаленню навчального процесу.

## TIMMS в Україні
Важливе значення для розвитку природничо-математичної освіти мала участь школярів 4-х та 8-х класів України у дослідженні TIMSS-2007. 
Указом Президента України від 12 березня 2013 року № 128/2013 затверджений Національний план дій на 2013 рік щодо впровадження Програми економічних реформ на 2010–2014 роки «Заможне суспільство, конкурентоспроможна економіка, ефективна держава» в якому в березні 2013 передбачено видання акта Кабінету Міністрів України щодо участі в міжнародних оцінках якості освіти TIMSS, PISA, PIRLS.